# 佩什泰拉市鎮
42°01′59″N 24°18′00″E / 42.033°N 24.3°E

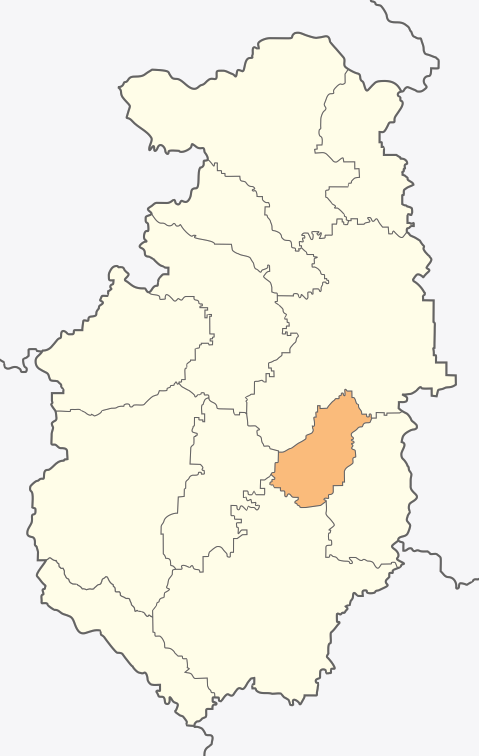

佩什泰拉市，是保加利亞的城鎮，位於該國西南部，由帕扎爾吉克州負責管轄，首府設於佩什泰拉，面積150.51平方公里，人口22,575，人口密度每平方公里150人。